# Sweet Fanny Adams
Sweet Fanny Adams ist ein 1974er Album der Glam-Rock-Gruppe The Sweet.
Im englischen Slang bezieht sich der Ausdruck „Sweet Fanny Adams“ auf den englischen Kindermörder Frederick Baker, der 1867 die achtjährige Fanny Adams umbrachte, und bedeutet ungefähr „Absolut nichts“. Gleichzeitig bezieht sich der Euphemismus „F. A.“ auf „fuck all“.
Obwohl The Sweet in den 70er Jahren eher für ihre Glamnummern bekannt waren und als reine Singleband galten, überraschten sie auf einigen Alben mit kräftigem Hard Rock. Dafür ist Sweet Fanny Adams ein ausgezeichnetes Beispiel.
So verbindet z. B. der Auftakt „Set me Free“ furiose Gitarrenriffe mit harmonischem Gesang, was zusammen in einer Art Speed-Metal-Finale endet. Zahlreiche Bands, wie z. B. Saxon spielten diesen Song live wie auch auf Alben. „No you Don’t“ ähnelt den musikalischen Anfängen von Queen. Der Song wurde später von Pat Benatar gecovert. „Into the Night“ enthält überraschend funkige Drumbeats, die später von den Beastie Boys gesampelt wurden. Das „rockende Meisterstück“ auf diesem Album ist jedoch der Titeltrack „Sweet F.A.“, das, gepaart mit brutaler Lyrik, nahezu Punkcharakter entwickelt.
Die Coverversion „Peppermint Twist“ (im Original 1962 von Joey Dee & the Starliters) bildet einen Ausreißer, dennoch kann das Album getrost als Hardrock-Album eingestuft werden, das einen guten Blick auf die Gruppe The Sweet hinter ihren üblichen Hitsingles bietet.
Das Album erreichte Platz 27 der britischen LP-Charts und war mit Platz 2 die erfolgreichste Sweet-LP in Deutschland.
In den USA wurde Sweet Fanny Adams nicht veröffentlicht, lediglich die Lieder 1, 3, 6, 8, und 9 (siehe Titelliste) waren auf der amerikanischen Ausgabe des Nachfolgealbums „Desolation Boulevard“ zu finden.
1999 erschien eine CD-Fassung bei Sony BMG, die die zusätzlichen Tracks „Burn on the Flame“ und „Own Up, Take a Look at Yourself“ enthält.
Eine CD-Fassung aus dem Jahr 2005 (erschienen auf RCA International) enthält neben den regulären neun Titeln zusätzlich eine Livefassung von „Hell Raiser“ sowie die Stücke „Burning“, „Ballroom Blitz“ und „Rock & Roll Disgrace“.
Fast 40 Jahre nach der Erstveröffentlichung des Albums veröffentlichten Sweet das Livealbum "Sweet Fanny Adams Revisited", aufgenommen in der Besetzung Andy Scott (Gesang, Gitarre), Pete Lincoln (Gesang, Bass), Tony O’Hara (Gesang, Gitarre, Keyboard) und Bruce Bisland (Gesang, Schlagzeug).
In abweichender Reihenfolge sind von dem Studioalbum sämtliche Titel enthalten außer Nr. 4 und 5, hinzugefügt sind die Songs "The Sixteens", "Fox on the Run" und "Ballroom Blitz".
Der Konzertmitschnitt war 2012 in Osnabrück entstanden als "A Scott Free Production", der Vertrieb erfolgte über die Gesellschaft H’Art.

## Titelliste
1. Set Me Free (Andy Scott) – 3:57
2. Heartbreak Today (Andy Scott/Mick Tucker/Brian Connolly/Steve Priest) – 5:00
3. No You Don’t (Nicky Chinn/Mike Chapman) – 4:33
4. Rebel Rouser (Andy Scott/Mick Tucker/Brian Connolly/Steve Priest) – 3:23
5. Peppermint Twist (Joey Dee) – 3:27
6. Sweet F.A. (Andy Scott/Mick Tucker/Brian Connolly/Steve Priest) – 6:11
7. Restless (Scott/Tucker/Connolly/Priest) – 4:24
8. Into the Night (Andy Scott) – 4:23
9. AC-DC (Nicky Chinn/Mike Chapman) – 3:23

## Besetzung
- Brian Connolly (Leadgesang, Begleitgesang)
- Steve Priest (Bass, Begleitgesang, Leadgesang bei den Titeln 3 und 7)
- Mick Tucker (Schlagzeug, Percussion, Begleitgesang)
- Andy Scott (Gitarre, Piano, Cello, Begleitgesang, Leadgesang bei Titel 8)